# Massiel Taveras
Massiel Indira Taveras Henríquez, née le 7 juillet 1984 à Santiago de los Caballeros en République dominicaine, est une actrice dominicaine et mannequin. Elle est couronnée Miss République dominicaine en 2007 et représente la République dominicaine à Miss Univers 2007.

## Biographie
Massiel Taveras est née le 7 juillet 1984 à Santiago de los Caballeros en République dominicaine. Elle a été couronnée Miss République dominicaine en 2007 et a représenté la République dominicaine à Miss Univers 2007. La même année, elle a été couronnée Reina Hispanoamericana.